# Santa María de Badaín

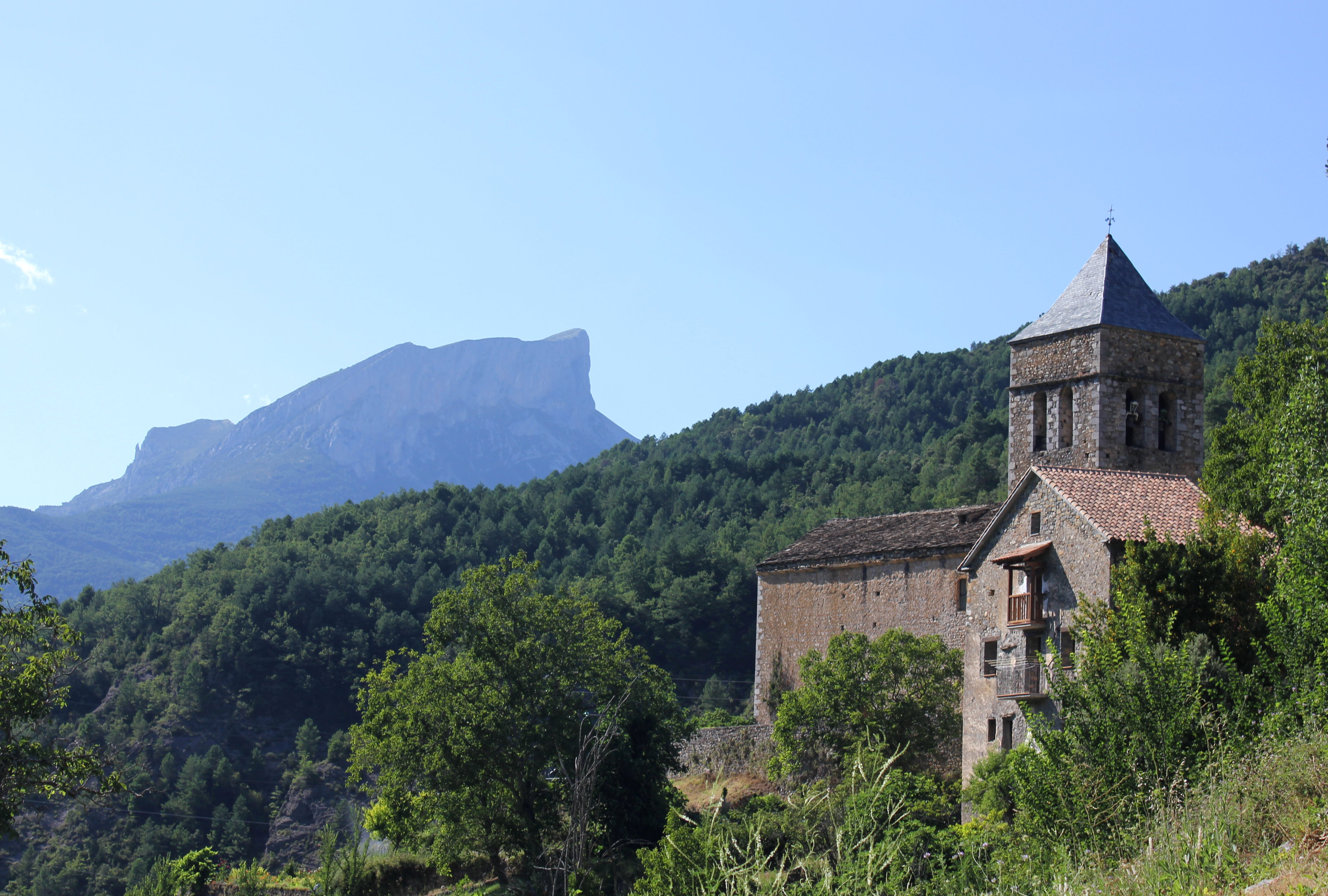
Basilika im Pyrenäental

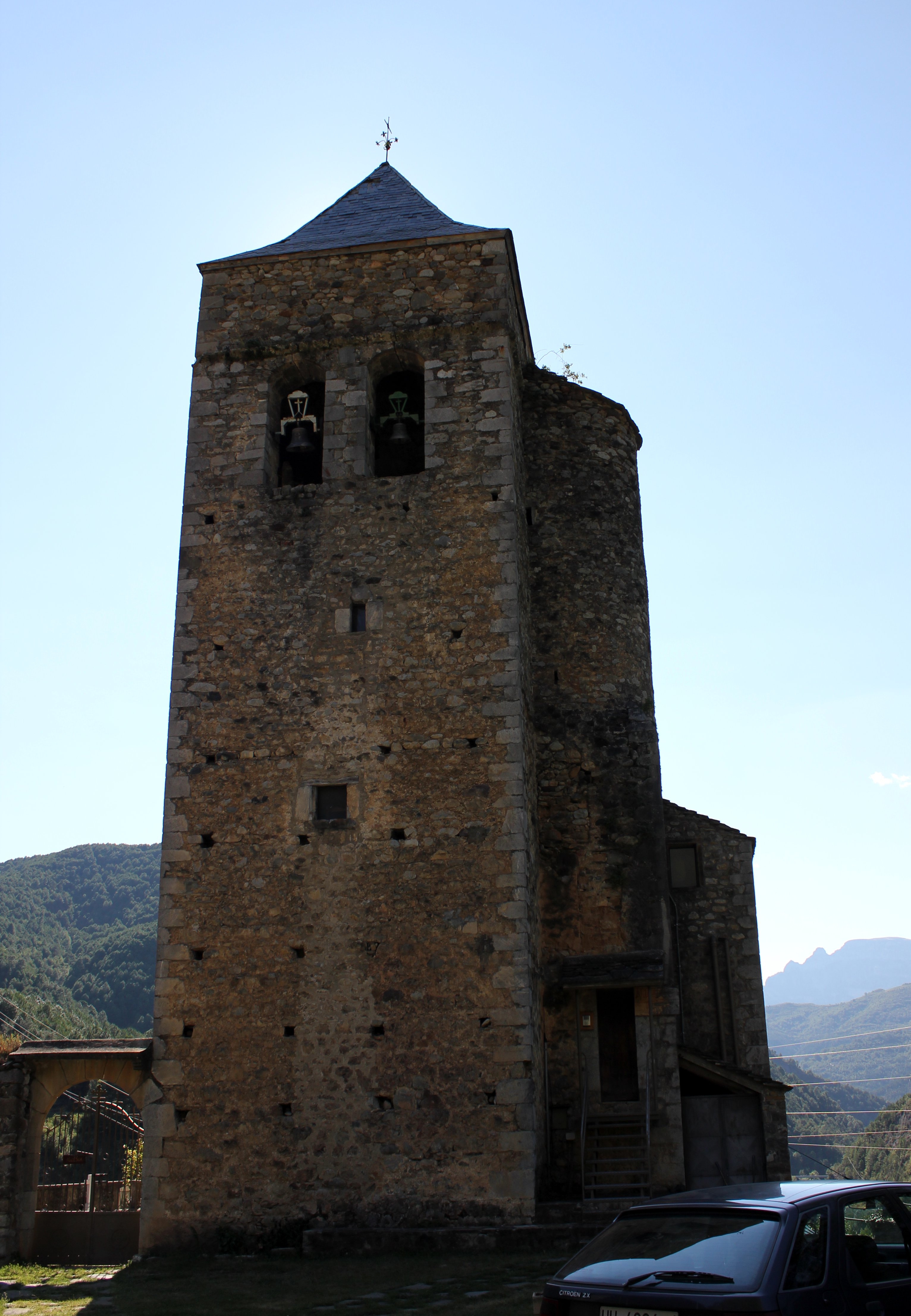
Turmseite der Kirche

Santa María de Badaín ist eine Kirche in der spanischen Pyrenäengemeinde Tella-Sin in Sobrarbe in der Provinz Huesca der Autonomen Gemeinschaft Aragonien. Die Pfarrkirche des Bistums Barbastro–Monzón hat ab immemorabili den Rang einer Basilica minor und ist ein geschütztes Kulturdenkmal.

## Geschichte
Der abgelegene Weiler Badaín war ursprünglich ein Nonnenkloster des Benediktinerordens. Dessen romanische Kirche auf einer Höhe von 738 Metern wurde in der zweiten Hälfte des 16. Jahrhunderts vergrößert, dabei umgestaltet und der Turm hinzugefügt, der sich heute vom Rest des Komplexes abhebt. Nachdem sie zeitweise nur eine Einsiedelei war, wurde sie später zu einer Pfarrkirche.

## Beschreibung
Das geostete Bauwerk wurde aus Bruch- und Kieselsteinen mit Zement errichtet, die Ecken wurden mit Quadersteinen ausgeführt. Zwei Joche des einschiffigen Langhauses wurden mit einem Kreuzrippengewölbe ausgeführt. Im hinteren Joch wurde eine moderne Empore eingefügt. An das Kirchenschiff ist auf der Nordseite eine Kapelle mit Sternrippengewölbe angefügt, die Kapelle auf der Südseite mit Tonnengewölbe liegt in der Dicke der Außenmauer.
Der um zwei Stufen erhöhte Chor stammt aus der ursprünglichen Kirche. Der eingezogene Chor zeigt noch die Anlage ähnlich einem Drei-Konchen-Chor in der Art von San Juan de Toledo de Lanata oder Monflorite. Beim Umbau wurde die Hauptapsis durch einen Altarraum mit flachem Abschluss ersetzt, der von einem etwas niedrigeren Spitztonnengewölbe bedeckt ist. An der Südwand öffnet sich noch die Nebenapsis, sie ist mit einem Gewölbe aus Tuffstein bedeckt. Sie hat ein kleines zentrales Fenster und ist außerhalb des Bauwerks nicht sichtbar. Über dem Altarraum erhebt sich der quadratische Turm mit drei Etagen, die mit Gewölben ausgeführt wurden. Unterhalb des mit Schiefer verkleideten Satteldachs ist die Jahreszahl „1576“ angebracht. Ein runder, angebauter Nebenturm diente als Treppenhaus.
Vor der heutigen Eingangstür und in einer Kapelle, die ebenfalls mit einem Rippengewölbe überdacht ist, befindet sich das Taufbecken. Dieses Baptisterium ist vermutlich für Tauchriten verwendet worden.